# Gaertnera monstruosa
Gaertnera monstruosa är en måreväxtart som beskrevs av Simon T. Malcomber. Gaertnera monstruosa ingår i släktet Gaertnera och familjen måreväxter. Inga underarter finns listade i Catalogue of Life.